# 石川花
石川 花（いしかわ はんな、2007年〈平成19年〉8月3日 - ）は、日本の女性ファッションモデル、歌手。『Seventeen』の専属モデルである。ライジングプロダクション所属。

## 経歴
2021年10月10日、ミス・ティーン・ジャパン2022のグランプリとディー・アップ賞を受賞した。
2022年2月3日に3月1日発売の『Seventeen春号』から同誌の専属モデルとなることが発表された。7月13日にデジタル配信シングル『空に咲いて』で歌手デビューに続いて、11月2日にCDデビュー。レーベルはSONIC GROOVE/エイベックス・エンタテインメント。
8月31日に初となる1st写真集『HANNA』を発売。また、第64回日本レコード大賞の新人賞を受賞した。
2024年9月、次世代を担う10代として週刊プレイボーイ「ガールズグラム2024」企画に取り上げられた。

## 人物
家族はアメリカ人の父、日本人の母と兄。
憧れの人物は橋本環奈、ローラ、観月ありさ。
好きな歌手はアリアナ・グランデ。
趣味はおいしいものを食べること、映画鑑賞、お菓子作り。特技は歌、ダンス、目を動かせること。好きな食べ物はアップルパイ。
ミス・ティーンジャパン応募理由は「副賞のハワイ旅行が欲しかったから」で芸能界への興味はゼロだった。しかし受賞後はコロナ禍もあり副賞を行使することはなく、旅行券だけが自宅にある。

## 出演

### ランウェイ
- GirlsAward
  - Rakuten GirlsAward 2022 SPRING/SUMMER（2022年5月14日、幕張メッセ）
  - Rakuten GirlsAward 2022 AUTUMN/WINTER（2022年10月8日、幕張メッセ）[11]
  - Rakuten GirlsAward 2023 AUTUMN/WINTER（2023年9月30日、幕張メッセ）[12]

### イベント
- Seventeen 夏の学園祭
  - Seventeen夏の学園祭2023（2023年8月23日、東京ドームシティ プリズムホール）[13]

## 受賞歴
- 「2022 ミス・ティーン・ジャパン」グランプリ[2][5]
- 「2022 ミス・ティーン・ジャパン」ディー・アップ賞[2][5]
- 「第64回日本レコード大賞」新人賞『星空の約束』[9][14]。

## ディスコグラフィ

### シングル
|                | 発売日        | タイトル              | 規格品番    | 規格品番    | 規格品番   |
| 初回生産限定盤 | 発売日        | タイトル              | CD+Blu-ray  | CD          |            |
| -------------- | ------------- | --------------------- | ----------- | ----------- | ---------- |
| 1st            | 2022年11月2日 | 空に咲いて/星空の約束 | AVCD-98111B | AVCD-98112B | AVCD-98113 |

### デジタルシングル
|     | 発売日        | タイトル       | 形態     | クレジット                                          |
| --- | ------------- | -------------- | -------- | --------------------------------------------------- |
| 1st | 2022年7月13日 | 空に咲いて     | 音楽配信 | 作詞：nana hatori、作曲：Carlos K.・Tatiana Zagorac |
| 2nd | 2023年6月14日 | Touch my heart | 音楽配信 | 作詞：西田恵美、作曲：宅見将典                      |

### タイアップ一覧
| 使用年 | 曲名           | タイアップ                                                               |
| ------ | -------------- | ------------------------------------------------------------------------ |
| 2022年 | 空に咲いて     | テレビ東京ドラマ『運命警察』エンディングテーマ                           |
| 2023年 | Touch my heart | 関西テレビ・フジテレビ系ドラマ『ホスト相続しちゃいました』オープニング曲 |

## 書籍

### 雑誌連載
- Seventeen（2022年3月1日 - 、集英社）- 専属モデル[6]。

### 写真集
- 石川花 ファースト写真集 『HANNA』（藤代冥砂撮影、2022年8月31日発売、ワニブックス）ISBN 978-4847084416[8]